# ひょうご考古楽倶楽部
ひょうご考古楽倶楽部（ひょうごこうこがくくらぶ）は、兵庫県立考古博物館のボランティア登録者により構成される任意団体である。

## 概要
2003年3月に設立され、2023年現在、会員数は約100名。毎年春から秋までの約半年間実施される博物館の「ボランティア養成研修」を修了した者を登録要件としている。博物館ウェブサイトでは2023年時点でボランティア修了者は「400名以上」であり、「研修終了者の中から希望者が参加する組織」である。
博物館においては、展示や体験学習（「古代体験」）、イベント等の支援をおこなっている。一方、ボランティア以外に「ひとがた流し」などの倶楽部独自のイベントも行っている。
2023年３月、創立20周年を記念して、蓄積したノウハウをまとめた記念誌「播磨大中からの風Part2」を発刊した。
運営組織として幹事会があり、代表幹事以下、副代表幹事、助成金担当幹事、会計幹事、館内活動幹事、館外担当幹事などで構成されている。

### 同好会
- ガラス勾玉つくり
- 青銅で遊ぼう
- 紙芝居をつくる会 [5]
- 織姫 [6]
- 大中畑
- 古代の木製品をつくる会
- 古代山陽道歩こうかい
- 記紀かじり会
- 古代の食事会

### 委員会
・会報編集委員会
　・ＨＰ管理運営委員会